# 大犬座FY
大犬座FY，又名BD-22 1874，HD 58978、SAO 173752、HR 2855，是大犬座的一颗恒星，视星等为5.61，位于銀經237.41，銀緯-3，其B1900.0坐标为赤經7h 22m 45s，赤緯-22° -3′ 5″。